# إدريس الحريشي
إدريس الحريشي (مواليد 2 ديسمبر 1997) هو سبّاح مغربي. شارك في منافسة السباحة على الظهر 100 متر رجال بالألعاب الأولمبية الصيفية 2016.

## روابط خارجية
- إدريس الحريشي على موقع الاتحاد الدولي للسباحة (الإنجليزية)
- إدريس الحريشي على موقع SwimRankings.net (الإنجليزية)
- إدريس الحريشي على موقع اللجنة الأولمبية الدولية (الإنجليزية)
- إدريس الحريشي على موقع أوليمبيديا (الإنجليزية)
- إدريس الحريشي على موقع اللجنة الأولمبية المغربية (الفرنسية)